# 鳞沙蚕
鳞沙蚕（学名：Aphrodita aculeata）为鳞沙蚕科鳞沙蚕属的动物。分布于地中海、大西洋东北部、太平洋东北部、日本，包括东海、台湾海峡、福建等海域。